# Miljenko Matijevic
Miljenko Matijević (pron.[mǐʎɛnkɔ matǐːjɛʋitɕ]), conhecido também como Miljenko Matijevic (grafia adaptada) ou Michael Matievich (29 de Novembro de 1964, Zagreb, Croácia) é um músico norte americano, de origem croata, conhecido por ser o vocalista da banda Steelheart e por possuir um dos registos vocais mais agudos dentro do Hard rock, sem recurso a falsetto, com uma extensão vocal que oscila entre C2-D6, difíceis de alcançar para um intérprete masculino.

## Biografia
Miljenko (lê-se mi-lien-kô), nasceu em Zagreb, em 1964, cidade onde viveu com o irmão e com os seus avós até 1970, altura em que os seus pais trasladaram os 2 irmãos para Scarsdale, em New York, nos Estados Unidos. Aos 7 anos mudam-se para Greenwich, no Connecticut. O irmão, John, aprendeu a tocar guitarra e Mili costumava dar voz a temas "country". Aos 9 juntou-se ao coro da igreja. Com 11 anos descobre os Led Zeppelin. Uns anos depois, ele e o irmão formaram a banda  "Teazer", que interpretava "covers" dos Zeppelin e Sabbath, e tocavam alguns originais. Durante uma actuação em Nova Iorque, Don Stroh, convidou Miljenko para ensair com um grupo nos seus estúdios. Aí conheceu Chris Risola, James Ward e Jack Wilkinson e formaram os Red Alert. Por motivo de direitos de autor, algum tempo depois mudaram o nome para SteelHeart.

## Acidente de 1992
No final da digressão pelos E.U.A. como banda de suporte para os Slaughter, os Steelheart foram convidados para um show adicional, na McNichols Arena de Denver, no Colorado. Na noite de Halloween de 1992, enquanto interpretava o tema "Dancing in the Fire", Miljenko subiu a uma coluna de suporte de focos que não estava fixa ao chão. Quando o poste cedeu, Mike conseguiu largá-lo e correr mas não o suficiente para esquivar a meia tonela de equipamento que lhe caiu sobre as costas e a cabeça. Conseguiu levantar-se sozinho e ir até aos bastidores. Daí foi levado para o hospital onde lhe foi diagnosticado um traumatismo cranioencefálico grave, fracturas do arco e do osso zigomático, de nariz, do maxilar inferior e várias roturas na coluna cervical. No dia seguinte foi evacuado de helicóptero para Nova Iorque. Esteve 8 meses acamado e 2 anos em fisioterapia. Esse foi o último concerto que os Steelheart deram com a formação original.

## Depois de 1992
Actualmente, continua à frente dos "Steelheart" fazendo sua incrível performance, mesmo com a voz um pouco mudada após o acidente, tem o seu próprio estúdio de gravação, em Charlottesville, na Virgínia, e durante o período de convalescência comprou os direitos de autor dos dois primeiros trabalhos dos "Steelheart". É dono de uma marca de cafés com origem controlada.
Em 2001, ele se juntou à banda Steel Dragon, que foi formada especificamente para o filme Rock Star, como vocalista. Era um supergrupo com Zakk Wylde e Nick Catonese na guitarra, Jeff Pilson no baixo e Jason Bonham na bateria.

## Discografia
- Steelheart (1990)
- Tangled in Reins (1992)
- Wait (1996)
- Rock Star (banda sonora) (2001)
- Just a Taste (EP) (2006)
- Good 2B Alive (2008)
- Through Worlds of Stardust (2017)

## Videografia
- Steelheart - I'll Never Let You Go/Everybody Loves Eileen (1991) - VHS
- Steelheart - The Videos (1992) - Laserdisc
- Steelheart - Still Hard (2005) - DVD